# 金秀賢與金賽綸戀情爭議事件
金秀賢與金賽綸戀情爭議事件，是指韓國男演員金秀賢與已故女演員金賽綸之間，主要爭論誰要為金賽綸最終輕生負責，涉及人包括金秀賢，Youtuber李鎮浩，金賽綸父母，金賽綸前男友的K先生（實名接受關於此爭議的採訪），以及被稱為「紐約男」的金賽綸丈夫。根據Youtube 自媒體橫豎研究所（가로세로연구소）自稱是金賽綸姨母的電話訪問，金賽綸家屬方有以下主張：
（一）經理人公司Goldmedalist所屬經紀人與油管博主李鎮浩關係密切;
（二）經理人公司Goldmedalist和金秀賢與Youtuber 李鎮浩勾結，欺負已故金賽綸;
（三）已故金賽綸從15歲開始與金秀賢戀愛;及
（四）已故金賽綸酒後駕駛事故當時所屬公司Goldmedalist應對不當及追債7億韓元造成金賽綸情緒不安。

## 事件起因及經過

### 金賽綸上傳與金秀賢的親密照片
2024年3月24日，因酒駕醜聞而停工、自我反省的女演員金賽綸在個人社交媒體Instagram限時動態上傳一張自己與金秀賢的親密照片，但過了約三分鐘後就立即刪除。由於照片中兩人親密地臉貼臉合照，隨即引發戀愛傳聞。由於金賽綸和金秀賢的年齡相差12歲，引來韓國網友各種推測及熱議。兩人曾同屬同家經紀公司Goldmedalist。但金賽綸與經紀公司於2022年11月30日合約到期後，沒有續約。

### 金秀賢的回應
2024年3月25日，金秀賢的經紀公司Goldmedalist公開否認戀愛傳聞，並發表立場文:
|  | 金秀賢的現在戀愛傳聞毫無根據。網上流傳的照片可能是過去同屬一個經紀公司時拍攝的,金賽綸的這種行動的意圖完全不得而知。 由該照片引起對演員的不必要的誤會和臆測等氾濫的情況下,本公司將通過法律代理人強力應對損害演員的人格和名譽、惡意誹謗和侮辱性的帖子。 對此,請剋制毫無根據的謠言或推測性文章。 |

### 金賽綸的回應
隨著爭議持續延燒，金賽綸在接受媒體《MyDaily》採訪時表示，「目前正在擬聲明，將會在聲明整理好後馬上轉達立場」。但在2024年3月27日，金賽綸突然向《MyDaily》表示，自己「經過深思熟慮，覺得什麼都不說會更好」。但金賽綸選擇保持沉默，讓韓國網友產生更多的推測和疑惑。根據另一篇報導，金賽綸的親近人士表示「原因複雜到無法說出口」，而且「她目前精神狀態非常低落」。

### 金賽綸逝世
2025年2月16日下午4時54分左右，金賽綸被朋友發現在其家中身亡。警方表示現場沒有外部入侵痕跡等犯罪嫌疑及沒有發現遺書，認為本人做出了極端選擇。

## 金賽綸家屬指控金秀賢
2025年3月10日，金賽綸的姨母（後被證實非親姨母，而是很親近的媽媽的朋友）代表金賽綸家人透過YouTube頻道「橫豎研究所」指控金秀賢與未成年的金賽綸談戀情，以及在女方陷入困境後，還向女方發出存證信函追債7億債務，無視女方的哀求。金賽綸的姨母指，金秀賢與金賽綸從2015年開始交往，持續了6年，當時他們分別是27歲和15歲。Goldmedalist隨後否認了「未成年開始談戀愛」及「逼債」等指控，強調將對散布謠言的「橫豎研究所」採取「最強硬的法律行動」應對。當天晚上，橫豎研究所回應Goldmedalist的聲明，表示內容是從遺屬直接收到的，並揚言「大概明天就會有人收到未成年人性問題的檢舉」。

## 事件發展及雙方回應
3月11日，橫豎研究所公開了金賽綸生前與金秀賢的另一張合照，金賽綸的姨母稱照片於2016年拍攝(後證實照片為2019下半年拍攝)，照片中金秀賢正在親金賽綸的臉。此外，橫豎研究所也公開了2024年3月19日金賽綸生前以表姐的電話傳給金秀賢求助訊息，表示自己收到了存證信函。
|  | 哥哥，我是賽綸。我收到了存證信函，說要起訴我...你之前說會給我充裕的時間，所以我一直在努力準備復出，每部作品都會拿出幾個百分比一步一步償還。我不是不打算還，但如果你現在馬上要7億韓元，我真的做不到。不是我不願意，而是我沒有能力......難到一定要走到訴訟的地步嗎？拜託救救我，給我一點時間吧… |

訊息內容顯示，金賽綸於2022年因酒駕事故後，從多部電視劇下車、代言全數解約，需要支付大量賠償金以及違約金。由於資金不足，金賽綸向前經紀公司Goldmedalist借下7億韓元，當時Goldmedalist並未要求金賽綸歸還。同年她與Goldmedalist合約到期後未續約。
收到通知後，金賽綸曾試圖電話聯繫Goldmedalist人員及金秀賢，但聯絡不上。金賽綸只好在3月19日改用表姐的手機號碼傳求助訊息給金秀賢，但他依舊沒有回應。隨後，金賽綸於2024年3月24日在Instagram限時動態上傳貼臉合照，迫使金秀賢聯絡她。
3月12日，Goldmedalist二度發聲，強調立場不變。同日韓國娛樂媒體《Dispatch》報導稱：「經多方確認，金秀賢與金賽綸的戀情比起『虛假』更接近『事實』。」Dispatch引述金秀賢身邊人士透露，因金賽綸年齡問題，這段關係在圈內雖是公開秘密，但絶不能公開。並表示Goldmedalist發出的存證信函「只是形式上的訴訟，沒有真的要提告」。
3月13日，Goldmedalist表示：「將在下周以證據為基礎公開本公司立場。」
3月14日，Goldmedalist緊急發佈聲明稿，金秀賢承認曾與金賽綸在「2019年夏天至2020年秋天交往約1年」，並就主要的爭議點作出澄清，包括(1)7億債務早已於2023年公司年審中撥為壞帳處理並已於2024年3月通知金賽綸當時的經理公司(2)去年3月公開的貼臉照及3月11日公開的親臉照均是在2019年下半年兩人交往期間拍攝。。
3月15日，「橫豎研究所」稱已得到金賽綸家人同意，在直播節目中公開金秀賢洗碗的照片，圖中可見有一名身穿黑色上衣的男子背影，屁股位置被圖案遮住，但沒完全遮住褲子的影子。此舉動備受評擊，大眾認為此舉並不能證明是在金賽綸未成年開始談戀愛，亦嚴重侵害個人私隱。同月20日，金秀賢方就此事以違反⟪性暴力犯罪處罰特別法⟫及利用攝像設備拍攝及散佈罪向Youtube頻道橫豎研究所運營者金世義及向金世義提供相關照片的金賽綸家屬及自稱是金賽綸姨母的姓名不詳者向江南警察署提交刑事告發。
3月17日，因連日來雙方就各自的立場發表聲明，在無法達成共識的情形下，金賽綸的家屬針對事件相關人士YouTuber李鎮浩提告，並且強調將會考慮對金秀賢所屬社正式提告。
3月19日，YouTuber李鎮浩公開金賽綸生前與友人的多段對話錄音。錄音中金賽綸承認在2025年1月在美國與圈外男朋友結婚，並透露是男朋友一喝酒就發瘋，原本已決定跟對方分手，但被他威脅最後結婚了。另一段錄音亦透露金賽綸層多次試圖做出極端選擇，其中一次需要2000萬韓元醫療費，但家人沒有支付，須由經紀公司代付。但在3月20日金賽綸家屬表示並不知道金賽綸已婚。
3月20日，Goldmedalist已以違反《關於性暴力犯罪處罰等的特別法》（利用攝像頭傳播等）等嫌疑，向發佈者金世義、向金世義提供該照片，促使其發佈該照片的已故演員金賽綸的遺屬，以及自稱是其姨母的不具名人士提起控告。。
3月22日，橫豎研究所在直播中提及金秀賢出演的Disney+原創劇《Knock-Off》，並威脅說如果Disney+不取消公開《Knock-Off》的話，將公開金秀賢類似N號房的視頻。
3月24日，金秀賢方就此事以違反《刑法》第283條恐嚇罪之嫌疑向橫豎研究所運營者金世義追加刑事告發，並重申橫豎研究所主張的視頻當然不存在。
3月25日，金賽綸前男友接受韓國媒體THE FACT訪問，指出金賽綸的家人對金賽綸不聞不問，其前夫曾向她進行監控、辱罵及家暴，導致金賽綸精神崩潰及多次自殘。前男友表示:「我雖然沒見過金秀賢，但看到他因為名氣而受到輿論責難，真的替他感到不平」，並強調「賽綸的死因與金秀賢無關」。金賽綸前男友為了保證自己的舉證和證詞的可信度，向記者提供了寫上自己實名、身份證號碼及印上手印的事實確說書、和金賽綸之間的SNS對話原截圖及記錄了故人生前自殘後在首爾江南醫院急診室治療時的情況的證明。金賽綸前男友亦為了這些內容能作為錄音證據而進行了錄音。
同日下午，金賽綸丈夫帶來大批資料來到《橫豎研究所》直播現場，強調自己沒有施暴。丈夫反指金賽綸是因金秀賢、李鎮浩帶來的精神上折磨，才會自殘及輕生。但金賽綸丈夫承認他倆在2025年1月12日結婚但現正辦理「無效婚姻」。另外，當晚直播亦有播出自稱金賽綸友人的不具名錄音訪問，指該位爆料的「前男友」與金賽綸僅交往一星期，分手還不斷騷擾，讓已婚的金賽綸夫妻非常困擾，如今出來爆料，令人懷疑是另有動機。
《橫豎研究所》亦指金賽綸家屬已經決定反擊金秀賢方。同時亦聲稱手握比N號房更嚴重的證據，但因涉及到金賽綸，只有在獲得遺屬許可後才會公開照片。對於突然出現的金賽綸前男友及丈夫，部分網民開始對金賽綸做出極端行為的真正原因存疑，並提出應該要調查故人近年與前男友、老公及家人的關係。
3月27日，金賽綸遺屬透過橫豎研究所召開記者會，公開2人於2016年及2018年的Kakao Talk對話紀錄佐證(後證實對話記錄為重製圖)。
記者會中，金賽綸遺屬亦公開據稱是2024年金賽綸收到存證信函後寫給金秀賢的信:
|  | 我是想解開我們之間累積的誤會，才會留下這封信。我聯繫不到公司的任何人，對訴訟感到很害怕，所以才上傳了那張照片，對不起。我只是希望公司能聯絡我而上傳，沒想到要帶給你傷害，對不起。我覺得Goldmedalist的人都好可怕、讓人不自在，離開公司之後，沒有人願意接我的電話。我沒有想折磨歐巴的意思，我真心希望歐巴能幸福，我們大概交往了5、6年的時間，是我的初戀也是最後一段戀情，希望你不要躲避我，我真的有讓你這麼討厭嗎？為什麼？如果連這封信也無法傳達給你，我們的關係真的就永遠結束了，那麼我會很難過。我不會再干涉歐巴的人生，所以請不要討厭我，希望有一天我們能夠笑著再見。如果讀了這封信，請回覆我，我真的找不到其他方法來傳達我的真心，希望你的地址還是沒變，由你來讀這封信，而不是路布（金秀賢表哥）。往後不管是你的事業還是戀愛，我都會會支持，祝你幸福，希望我們的這段時光，不會成為不好的回憶 |

律師夫智碩表示，該信件是金賽綸去年4月收到存證信函後求助無援，也無法聯繫到金秀賢，因此寫下這封信，跟朋友拿到金秀賢的聖水洞家，打算親手轉交，但大樓門禁森嚴，最後無功而返。
此外，Kakao Talk對話紀錄顯示，金賽綸遭金秀賢所屬公司寄發存證信函追債後，向好友表示「這不就是叫我自殺嗎」、「我的初戀...世界崩塌了」、「垃圾人渣們，不接我的電話」，但因對話紀錄為重製的，故真實性存疑。
3月28日，記者向金賽綸家人的代表律師查詢後得知此記者會中的Kakao talk均為「重製圖」。記者問到重製圖是否源自取證資料時，代表律師表示：「現階段很難說是不是取證資料。」。
3月31日，金秀賢在律師陪同下召開記者會，首先金秀賢表示：「對不起，因為我一個人，好像很多人正在承受痛苦。而且，我覺得故人也無法安息，這讓我感到非常惋惜。」其後他否认在金赛纶未成年时就已经与她交往，他只和金赛纶於2019年至2020年交往了一年左右，當時否認戀情是因為作為《淚之女王》主演演員，當時如果承認幾年前曾交往過的事實會影響所有《淚之女王》演員們、工作人員及製作公司，為了不影響《淚之女王》的播出，他選擇了否認。另外，他稱經理公司Goldmedalist沒有逼債7億。金秀賢表示：「我無法接受被威脅、被強迫，而將虛假的事情說成事實。」

此外，記者會上播放了一段錄音檔，為2024年3月底Goldmedalist方與金賽綸前所屬公司代表的通話內容。錄音中Goldmedalist方說明：
|  | 我們律師說會再發一個存證信函，那個我會傳給您，用短訊。但不用害怕，那個就是行政手續上我們必須發送的，不發的話就是背信罪。因為手續上您那邊沒回覆所以我得要再發一次，不要嚇一跳。關於答覆的部份，只要回一個寬鬆的期限說預計會在多久期間內還款。我們也是為了要守法律而做這些行政上的來往的嘛。但我沒辦法口頭上跟您說慢慢還喔~ 這樣是我有背信罪。所以希望您可以向賽綸好好說明一下。 |

前經理人代表表示明白及會向金賽綸說明。
金秀賢表示金賽綸家屬方此前公開的2016年及2018年的Kakaotalk對話中，與故人對話的並非同一人。對於死者家屬作為證據提出的所有內容，金秀賢方也將透過司法機關進行徹底的調查與驗證。如果金賽綸家屬方所持有的證據是真實的，他希望他們能夠向司法機關提交所有資料，並接受法律程序的審查。
金秀賢表示：
|  | 我做過的事，我會承擔後果，接受任何批評。但沒做過的就是沒做過。為了現在仍然相信我的所有人，我想要把這件事說清楚。我不會要求大家相信我，我一定會證明給大家看。 |

最後，金秀賢方代表律師表示金秀賢與經紀公司 Goldmedalist 為了要釐清事實，決定對相關人士提出民事與刑事訴訟。他們已對遺屬跟那位身份不詳的姨母，還有橫豎研究所，以違反《資訊通信網利用促進及資訊保護法》（誹謗罪）等罪名，並附上剛剛金秀賢說到的鑑識報告，提交了刑事告訴狀。也已經向首爾中央地方法院提交了價值合計約120億韓元的損害賠償請求訴狀。
首爾中央地方法院也於31日下午確認，演員金秀賢方已向YouTube頻道GSR（橫豎研究所）的運營者等提起的損害賠償民事訴訟已被受理，並分配了案件編號，之後將派三名法官組成合議庭審理此案。
不過金秀賢方面召開記者會後依舊無法平息風波。
4月1日，金秀賢方以違反《信息通信網利用促進及信息保護相關法律》第70條網絡誹謗罪，向金世義和金賽綸遺屬提起刑事控告、第18條跟蹤犯罪（第一次），向金世義提起刑事控告。
同日，金賽綸家屬的代表律師夫智碩接受韓國媒體TV Chosun訪問時表示家屬對金秀賢沒有在記者會上對家屬真誠道歉表示遺憾。並表示家屬方立場:「如果是說『雖然從未成年時期就有好感，但是正常交往是在成年以後。』這樣的話就好了，不知道為什麼都否認。」但該說法與家屬最初的指控存在著極大的差異。。部分民眾已發起連署，正式向青瓦台提出請願，要求設立《OOO防止法》，將性犯罪保護年齡從13歲以上至16歲以下，調成13歲以上至19歲以下；現行未成年人擬制強姦罪的刑罰則從猥褻處以罰金、強姦處以2年以上有期徒刑，改為猥褻處以2年以上有期徒刑、強姦處以5年以上有期徒刑。該請願三天內已獲得超過4萬人同意，若在公開之日起30天內獲得5萬人以上同意，便會提交至國會相關常務委員會審議，若審議通過，將提交至國會全體會議。 截至7日，請願人數超過五萬人，將交由國會討論是否修法。
4月2日，部分民眾發起另一個連署，正式向青瓦台提出請願，要求制定對大眾文化藝術人(藝人)的人權保護及人權侵害行爲處罰、權利救濟及制止「網路卡車」Youtube頻道的惡意侵害人權和私隱的行為的法案。請願者提及根據韓國憲法第17條所有公民都有權利不受侵犯隱私和自由及根據憲法第27條第4款適用無罪推定原則。但是藝人因其職業特性,私生活被肆意傳播,僅憑一方單純的提出疑惑就被打上犯罪者烙印的事情是橫行霸道,因此造成了衆多藝人的無法挽回的損失和精神上的傷害。具體要求建立救濟制度包括：依據制定廣播中斷、影像刪除等行政制裁權限;設置舉報犯藝人人權行爲的「網路卡車」Youtuber及製造輿論媒體等並接受反饋的一元化窗口;修改報道義務化及設立受害者反駁窗口;及加強對假新聞及有害信息、惡意報道的法律制裁。
同日，金秀賢方對謠言逐條澄清，並以涉嫌違反⟪反跟蹤騷擾處罰法⟫向橫豎研究所運營者金世義追加刑事起訴。
4月30日，金秀賢方針對GSR（橫豎研究所）運營者金世義以違反《防止跟蹤騷擾法》的罪名進行了追加起訴和告發。
以下是金秀賢方立場全文：
|  | 1. Goldmedalist和金秀賢演員今日對GSR運營者金世義以違反《防止跟蹤騷擾法》的罪名提起了追加起訴和告發。 2. 眾所周知，Goldmedalist和金秀賢演員已於2025年4月1日對GSR運營者金世義以違反《防止跟蹤騷擾法》的罪名提起起訴和告發。其宗旨是指出金世義對金秀賢演員持續、反復散布虛假事實的行為構成對金秀賢演員的跟蹤騷擾犯罪。 3. 調查機關認為金世義的上述行為構成對金秀賢演員的跟蹤騷擾行為，於2025年4月22日申請「臨時措施」，命令金世義停止對金秀賢演員的跟蹤騷擾行為，首爾中央地方法院於申請次日即2025年4月23日接受調查機關的申請，對金世義作出臨時措施決定。 4. 儘管金世義知道自己的行為構成跟蹤騷擾行為且已被法院下令禁止，並於24日收到了該決定通知，但他仍然無視法院決定，繼續通過其YouTube頻道散布關於金秀賢演員的虛假事實。 5. 金世義的上述行為是無視法院決定的行為，本身就是可處以2年以下有期徒刑或2000萬韓元以下罰款的刑事處罰對象(跟蹤騷擾處罰法第20條第2項)，因此Goldmedalist和金秀賢演員已就此迅速採取了追加起訴和告發措施。以上。 |

5月7日，金賽綸遺屬透過橫豎研究所再次召開記者會，並公開了稱是金賽綸與舉報人的錄音，甚至聲稱舉報人在美國遭到歹徒襲擊、脖子被刺九刀、FBI介入調查等荒謬言論，但在記者會尚未結束隨即被證實了該錄音為AI偽造，以及遭刺殺圖為網路上可輕易搜索到的照片。輿論風向也從最初一邊倒批評金秀賢，逐漸趨於客觀。
5月9日，Goldmedalist 針對YouTube頻道GSR的運營者金世義以違反《信息通信網使用促進及信息保護等相關法律》名譽毀損（網路誹謗）、違反《跟蹤犯罪處罰法》的嫌疑，以及針對已故金賽綸演員的遺屬以違反《信息通信網使用促進及信息保護等相關法律》名譽毀損（網絡誹謗）之嫌，分別進行追加控告。
官方立場全文如下：
|  | 1. Goldmedalist與金秀賢演員於今日，針對YouTube頻道GSR的運營者金世義以違反《信息通信網使用促進及信息保護等相關法律》名譽毀損（網路誹謗）、違反《跟蹤犯罪處罰法》的嫌疑，以及針對已故金賽綸演員的遺屬以違反《信息通信網使用促進及信息保護等相關法律》名譽毀損（網絡誹謗）之嫌，分別進行追加控告。 2. 眾所周知，金世義於2025年5月7日下午2點的記者會上稱「金秀賢演員與已故金賽綸演員從初中時期開始交往，金賽綸在初二寒假首次發生性關係，並有錄音文件為證」、「金秀賢方面曾試圖以40億韓元收買錄音提供者，遭拒絕後派遣殺手進行謀殺」，傳播了極其荒唐的虛假信息。 3. 具體來看，金世義還聲稱「事件發生前5天的週五深夜，有韓國人和中國人殺手通過紐約JFK機場入境」、「案件不是由新澤西警方而是由FBI負責調查」、「舉報人在上班路上於停車場被刺頸部9刀」、「韓國籍殺手是1992年出生的李韓久，地址在全羅南道光陽市，另一人為中國籍朝鮮族」、「殺手已被FBI逮捕，調查發現殺手在作案前與李鎮浩相關人士有通話記錄」，並稱「這是一起明確的教唆殺人事件」，這些說法從常理判斷也無法令人信服。 4. 更甚者，金世義還就法律代理人表示：「LKB所屬律師曾前往舉報人租住的住處打探行蹤」、「該住所內的租戶夫婦表示，與律師同行的一位身材健壯的朝鮮族男子讓人感到威脅」、「LKB的代表律師也曾致電舉報人進行勸說，該通話也已被FBI錄音」，傳播了令人難以理解的虛假信息。 5. 如上所述，金世義的發言完全是子虛烏有。金世義憑借偽造的錄音文件和網上下載的照片，肆意散布關於金秀賢的荒謬虛假信息，其行為的嚴重性已遠超以往任何行為。為此，Goldmedalist與金秀賢演員已對金世義及已故金賽綸的遺屬迅速提起追加控告，並將竭盡全力使其依法受到應有的懲罰。 |

5月14日，據確認，圍繞故金賽綸遺屬方法律代理人夫志碩律師遭到公益舉報一事，警方已正式啓動調查。
根據韓國媒體《Xports News》的採訪結果，韓國國民權益委員會（以下簡稱「權益委」）在對故金賽綸遺屬法律代理人、法務法人「富有」的夫志碩律師及搞笑藝人出身的YouTuber權英燦有關的公益舉報事件進行審查後，判斷其中存在違法嫌疑，已將案件移送至警方。
此前，舉報人A某表示：「夫律師不僅僅是提供法律咨詢，而是積極代表遺屬方立場，並利用律師身份使虛假信息看似真實。」、「作為法律專家，濫用公眾信賴的行為應當受到強烈譴責。」權益委在對該事件進行內部審查與調查後，認為有必要展開調查，近期已將相關資料移交警方。目前，警方已從權益委接收了相關資料，正式著手核實。
5月21日，根據韓國媒體《Money Today》的綜合採訪結果:「金賽綸大約在2018年與年長的著名偶像成員A某開始交往。金賽綸與A某在2019年初曾短暫分手，隨後在2022年年中再次復合。當時正值金賽綸因酒駕事故備受輿論壓力。A某還曾向當時生活困難的金賽綸借出一大筆錢。金賽綸並未對這段戀情保密，甚至向熟人介紹A某為自己的男朋友。據悉，兩人於2023年初分手，但直到去年仍保持聯絡。」
金賽綸方通過YouTube頻道GSR主張稱，金賽綸從2015年末、即初三開始，直到2021年7月都與金秀賢保持戀愛關係，該主張的依據是推測為金賽綸生前發給熟人的短信內容。然而，該主張存在與事實不符的錯誤。此外，金秀賢方請求遺屬公開通過數字取證獲得的原始數據，但至今尚未收到明確答復。
5月22日，YouTuber李鎮浩發起連署，正式向青瓦台提出請願《為防止網絡平台上反復傳播虛假信息及侵犯人權，推進制度改善》(《GSR防止法》)，請願中主張不僅是名人，一般市民也成為了無差別隱私曝光與虛假信息傳播對象，由此造成的傷害嚴重到部分人甚至考慮極端選擇。請願人表示：「由於GSR無分別的傳播未經驗證的訊息，太多人正在遭受痛苦。社會危害日益加劇，不僅個人，連其家屬的私生活都被曝光，甚至出現了做出極端選擇的案例。」他繼續表示：「無論是普通人、藝人還是政治家，受害者層出不窮，不禁侵犯人權，還在整個社會造成不信任和混亂。」並要求徹底調查、法律處罰、停止播出、平台制裁、網路造謠規制、恢復受害者名聲。6月3日下午2點左右（韓國時間），關於《為防止網絡平台上反復傳播虛假信息及侵犯人權，推進制度改善》的國民請願，成功突破了5萬人的目標同意數，該請願在公開後僅11天便迅速達成目標。
5月23日，根據韓國媒體《SBS演藝新聞》姜京允記者報導：「據其親近人士透露，金賽綸在去世約五個月前，即去年9月8日凌晨2點左右，在自己的社交媒體私人賬號上發佈了一段暗示『最後』的文字和照片。該賬號是她生前與親密朋友交流使用的非公開賬戶。」
金賽綸在帖文中寫道：「如果我死了，請把這段話截圖發出來。」她提及了曾幫助過她的演藝圈同僚，並表示：
|  | 那些在我最痛苦的時候離開我的人啊，請想一想你們從我這裡得到過什麼。我將不再痛苦了。 |

表達了她深切的痛苦與絕望。
據報導一共有九方人士或機構借錢給金賽綸，具體如下：（1）2位著名偶像組合成員和1位歌手朋友分別借了約1億給她。（2）演員A、歌手兼演員B沒有透露具體金額，但承認在2022年5月18日酒駕事故後，因金賽綸表示生活困難，借錢給了她。（3）歌手C分兩次借錢，第一次在2023年下半年借了1200萬韓元，第二次在2024年5月左右，通過匯款方式向金賽綸家人賬戶轉賬近800萬韓元。（4）企業家D是金賽綸的熟人，借給她房租保證金5000萬韓元。（5）Run娛樂公司（她曾在此工作約一年）借給她用於手術費、醫療費等共約6000萬韓元，在合同結束後以相抵方式處理。（6）Gold Medalist公司（2022年12月合約到期不續）事後確認該公司曾代為支付因酒駕導致的Netflix劇集《獵犬們》違約金7億韓元，並在2023年12月作為公司損失處理（壞賬處理）。
同日，根據韓國媒體《Money Today》的綜合採訪報導，已故演員金賽綸在生前向熟人借了數億韓元，包括向前所屬公司Gold Medalist借款的7億韓元在內，確認的債務就已高達約12億韓元，目前尚不清楚金賽綸向熟人借的錢具體都用在了哪裡。其遺屬在今年3月的記者會上表示：「她生前因Gold Medalist的債務催促而承受很大壓力。」但金賽綸從未償還該公司債務的本金和利息。

## 影響

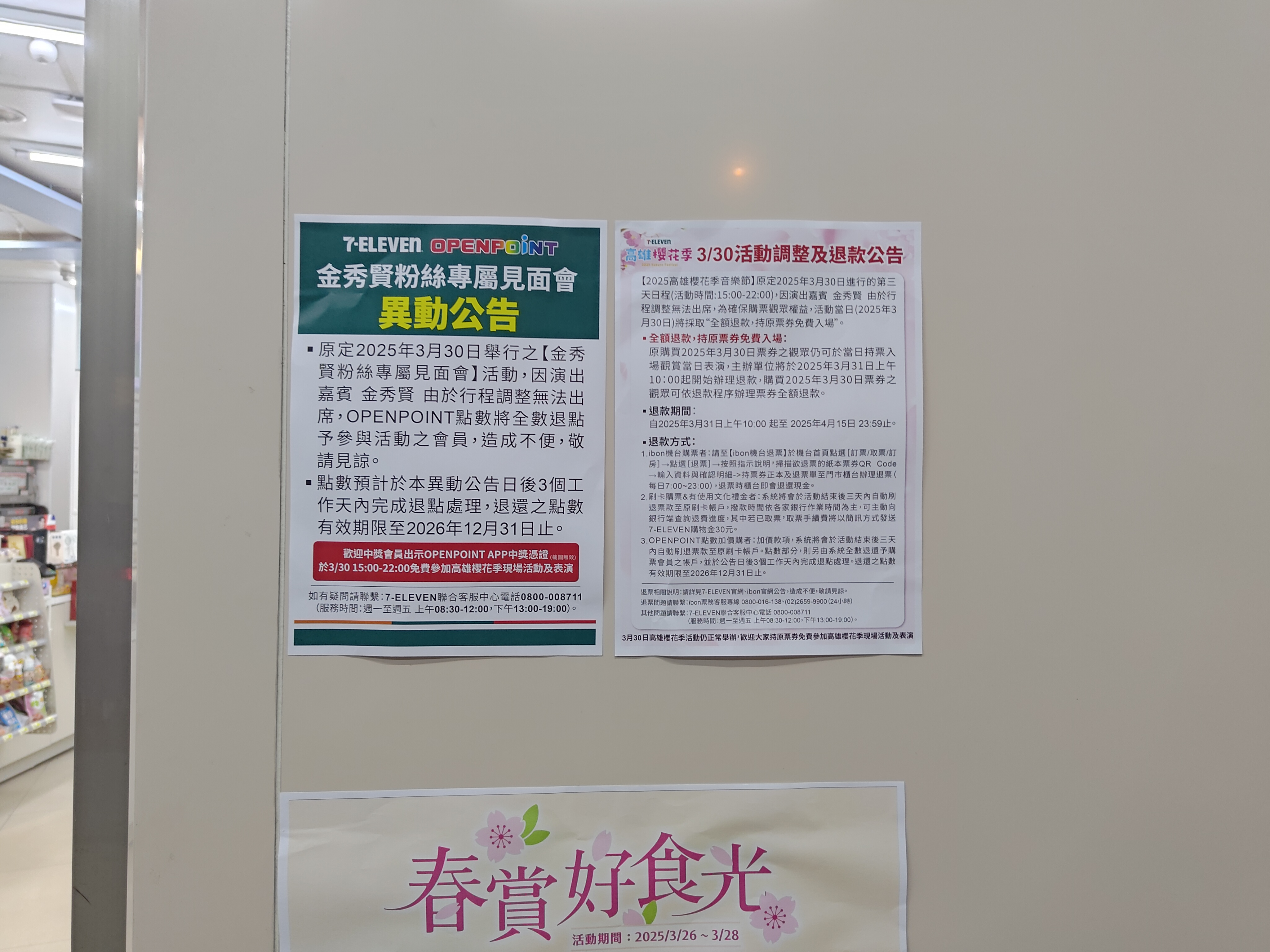
高雄見面會取消

金秀賢主演的新戲《山寨人生》原定4月在Disney+上線，官方於3月21日宣布「無限期擱置」，有報導稱劇組預估損失金額高達600億韓圓。但對於實際損失金額官方並未做任何回應。
金秀賢原定於2025年3月30日到台灣參加高雄市政府主辦的櫻花季活動，作為韓流藝人嘉賓。其所屬經紀公司於3月25日宣布取消行程，未說明具體原因。取消行程前，活動主辦單位高雄市政府與內政部警政署航空警察局尚未啟動維安部署程序，與以往重大韓星來台活動處理方式不同。原定演出改由台灣音樂團體動力火車擔任。活動現場仍販售金秀賢相關周邊商品，惟現場人潮較為平淡。